# Dr. Kildare’s Victory
Dr. Kildare’s Victory ist ein US-amerikanisches Filmdrama in schwarz-weiß aus dem Jahr 1942. Regie führte W. S. Van Dyke. Das Drehbuch stammt von Harry Ruskin und Willis Goldbeck nach einer Geschichte von Joseph Harrington. Die Hauptrollen spielten Lew Ayres, Lionel Barrymore und Ann Ayars. Dr. Kildare’s Victory ist der neunte Film der Dr. Kildare-Serie von Metro-Goldwyn-Mayer.

## Handlung
Dr. James Kildare, Arzt am Blair General Hospital in New York, und der Assistenzarzt Dr. Donald Winthrop, den Dr. Kildare fördern möchte, retten bei einem Einsatz ein Baby, dessen Eltern bereits die Hoffnung verloren hatten. Bevor Dr. Kildare noch letzte Untersuchungen durchführt, schickt er Dr. Winthrop zusammen mit dem Rettungswagen zurück zum Krankenhaus. Auf dem Weg dorthin treffen Dr. Winthrop und der Fahrer auf eine Menschenmenge um das schwer verletzte It-Girl Cynthia „Cookie“ Charles. Sie hat eine Glasscherbe im Herz stecken, daher weist Dr. Winthrop den Fahrer an, sie unverzüglich ins Blair General Hospital zu bringen. Dabei ignoriert er trotz Warnung, dass gemäß einer Verabredung der beiden Krankenhäuser Verletzte von dort aus in das etwas näher gelegene Emerson Hospital gebracht werden sollen. Obwohl Dr. Kildare Cookie mit einer langen und schwierigen Operation rettet, bekommt Dr. Winthrop Probleme mit der Krankenhausleitung, da das Emerson Hospital protestiert. Um ein Exempel zu statuieren, soll er entlassen werden. Dr. Kildare und sein Mentor, Dr. Leonard Gillespie versuchen vergeblich, dies zu verhindern. Dr. Winthrop beschließt daraufhin, eine eigene Praxis zu eröffnen, auch wenn er nicht weiß, wie er sie finanzieren soll. Deswegen will er auch auf seine geplante Verlobung mit der Krankenschwester Annabelle Kirke verzichten. Die jedoch will das nicht akzeptieren und bietet ihm ihr Erspartes an. Die beiden könnten von ihrem Gehalt als Krankenschwester leben. Trotzdem bittet Dr. Kildare die sich erholende Cookie, ihren Einfluss auf die Krankenhausverwaltung für Dr. Winthrop geltend zu machen. 
Kurz darauf kommt ein Taxifahrer mit einem Verletzten, den er im Bereich des Emerson Hospitals aufgenommen hatte, zum Empfang des Blair General. Die zufällig anwesende Annabelle Kirke ruft einen Krankenwagen, der den Verletzten ins Emerson bringen soll, doch der Taxifahrer besteht darauf, selbst dorthin zu fahren. Doch der Verletzte stirbt unterwegs. Zwar stellt sich heraus, dass er nicht zu retten gewesen wäre, dennoch soll deswegen auch Annabelle Kirke entlassen werden. Nun wendet sich Dr. Kildare an Mr. Johnson, einen Journalisten, dessen Tochter er gerade geheilt hat, und erzählt ihm die Geschichte mit der Bitte, sie zu veröffentlichen. Dabei solle auch die Territorialfrage zwischen dem Blair General und dem Emerson erwähnt werden. Mr. Johnson will die Geschichte in der Zeitung, für die er arbeitet, bringen, doch die Redaktion veröffentlicht die Geschichte nicht und fragt stattdessen beim Blair General nach. 
Nun läuft auch Dr. Kildare Gefahr, entlassen zu werden. Daher bittet Dr. Gillespie Cookie darum, die Story in einer anderen Zeitung veröffentlichen zu lassen. In diesen Artikel baut er auch ein, dass das Blair General und das Emerson eine bessere Abmachung über die Verteilung der Verletzten getroffen haben und dass Dr. Winthrop und Annabelle Kirke wieder eingestellt wurden. In einem Gespräch meint er, das Krankenhaus werde diesen Ankündigungen Folge leisten. Cookie dagegen ist fest entschlossen, sich weiterhin um Dr. Kildare zu bemühen.

## Hintergrund
Ein Arbeitstitel von Dr. Kildare’s Victory war The Inside Story.

### Besetzung und Technischer Stab
Auch wenn es zum Zeitpunkt der Veröffentlichung von Dr. Kildare’s Victory noch niemand ahnte, war dies der letzte Film der Reihe mit Lew Ayres und damit auch der letzte mit der Figur des „Dr. Kildare“. Ann Ayars war das erste Mal in einem Spielfilm zu sehen. Sie hatte zuvor eine Rolle in dem 45 Minuten langen Film Siesta aus dem Jahr 1941 gehabt.
Die Teilnahme von Selmer Jackson an dem Film war angekündigt, und er findet sich auch in mehreren Besetzungslisten dafür. Er wurde jedoch kurzfristig durch Charles Trowbridge ersetzt. Auch Samuel S. Hinds und Emma Dunn waren in ihren Rollen als Dr. Kildares Eltern angekündigt. Ihre Rollen fielen vermutlich dem abschließenden Schnitt zum Opfer; der Film sollte ursprünglich 100 Minuten dauern.
Für das Szenenbild in Dr. Kildare’s Victory waren Cedric Gibbons sowie Edwin B. Willis verantwortlich. Die Kostüme kamen von Kalloch.

### Dreharbeiten
Die Produktion von Dr. Kildare’s Victory lief von Anfang Oktober bis zum 18. Oktober 1941. Gedreht wurde in den Studios von MGM.

### Erstaufführung
Dr. Kildare’s Victory wurde am 4. Februar 1942 in New York City uraufgeführt und von Metro-Goldwyn-Mayer vertrieben. Eine deutschsprachige Version des Filmes gab es nicht.

## Rezeption

### Kritiken
Die zeitgenössischen Kritiker fanden Dr. Kildare’s Victory nicht besonders bemerkenswert. Der Film sei lustlos und es fehle ihm an Motivation. Er sei zu geschwätzig und zu sprunghaft. Die Story sei dumm und kompliziert. Es gehe mehr um die Geschehnisse im Krankenhaus als wie bisher um medizinische Fälle. Der Film konzentriere sich zu sehr auf das Wissenschaftliche und vernachlässige die Geschichte darüber. Es sei nichts besonderes an diesem Film, der nicht so interessant sei wie frühere Folgen der Serie. Es sei berührend, dass MGM so freundlich mit Dr. Kildare während seiner Trauer umgehe, doch das Publikum werde nicht ewig trauern.
Bosley Crowther fand die hübsche und direkte Figur der Cookie gut und meinte, sie passe gut zu den anderen Figuren. Der Kritiker der Variety dagegen meinte, sie sei zumindest bisher nicht effektiv als Ersatz für Mary Lamont, doch das könne noch werden. Die darstellerischen Leistungen wurden als gut beurteilt. So sei Robert Sterling vielversprechend, müsse aber noch geschliffen werden. Jean Rogers und Alma Kruger ragen ebenfalls aus der Besetzung heraus.
Paul Mavis findet den Film unfokussiert und die Geschichte zersplittert. Ann Ayars sei eine Freude, doch Lew Ayres wirke abgelenkt. Das Schlimmste sei aber, dass die Rolle des Dr. Gillespie viel zu klein sei, man  wolle doch gerade Lionel Barrymore sehen. Leonard Maltin vergibt 2,5 von 4 Punkten ohne weitere Erklärungen dafür.

### Boykott von Filmen mit Lew Ayres im Frühjahr 1942
Als im Januar 1942 klar wurde, das Lew Ayres bald zum Kriegsdienst eingezogen werden würde, bewarb er sich um eine Tätigkeit im Sanitätsdienst, was abgelehnt wurde. Daraufhin beschloss er, den Kriegsdienst zu verweigern. Als dies Anfang April öffentlich bekannt wurde, nahmen hunderte Kinos alle Filme mit Lew Ayres aus ihrem Programm. Der Stadtrat von Boston beschloss ohne Gegenstimme, dass jedes Kino, das einen Film mit Lew Ayres zeigt, seine Lizenz verlieren solle. Dies betraf vor allem Dr. Kildare’s Victory, da der Film zu diesem Zeitpunkt regulär in den meisten Kinos lief. Nachdem Lew Ayres bald darauf doch noch in den Sanitätsdienst der Armee aufgenommen worden war, kehrte der Film in einige Kinos zurück.